# Apenheul
Apenheul è un parco tematico dedicato alle scimmie. È il primo parco al mondo in cui gli animali sono liberi nella vegetazione e tra i visitatori che possono incontrare i primati in un ambiente naturale, essendo libere di muoversi in tutto il parco: una grande area all'aperto in una zona boscosa che si trova nella cittadina di Apeldoorn nei Paesi Bassi.

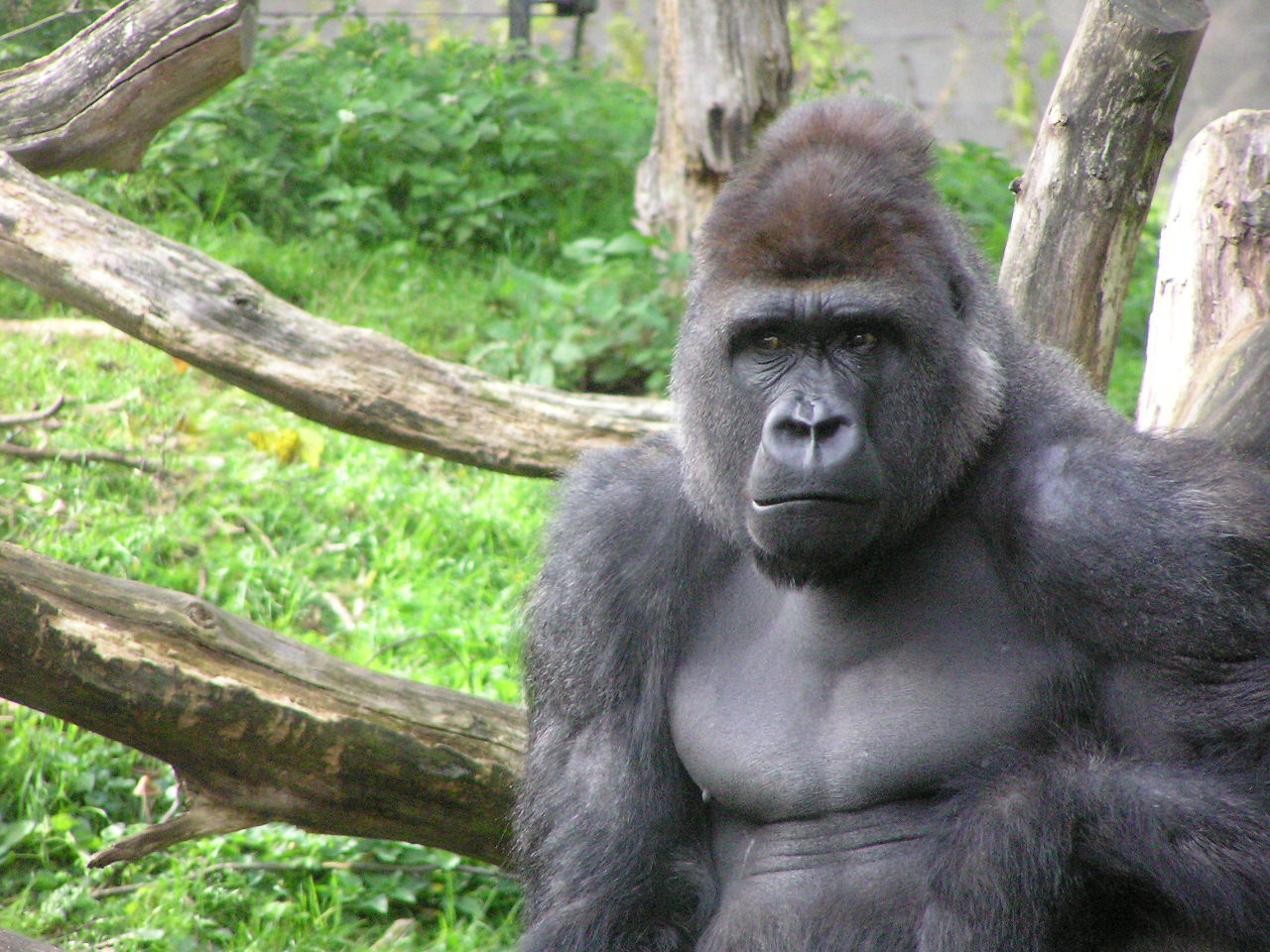
Gorilla

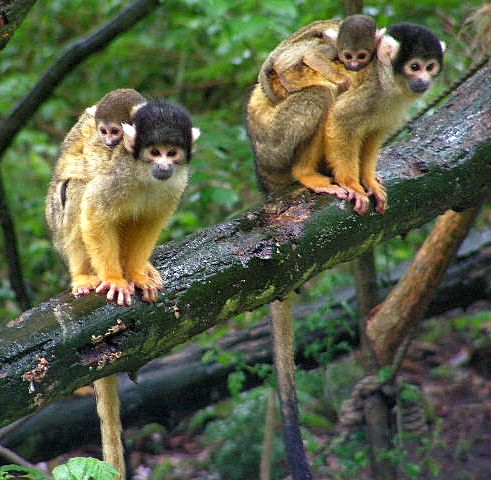
Scimmie Scoiattolo

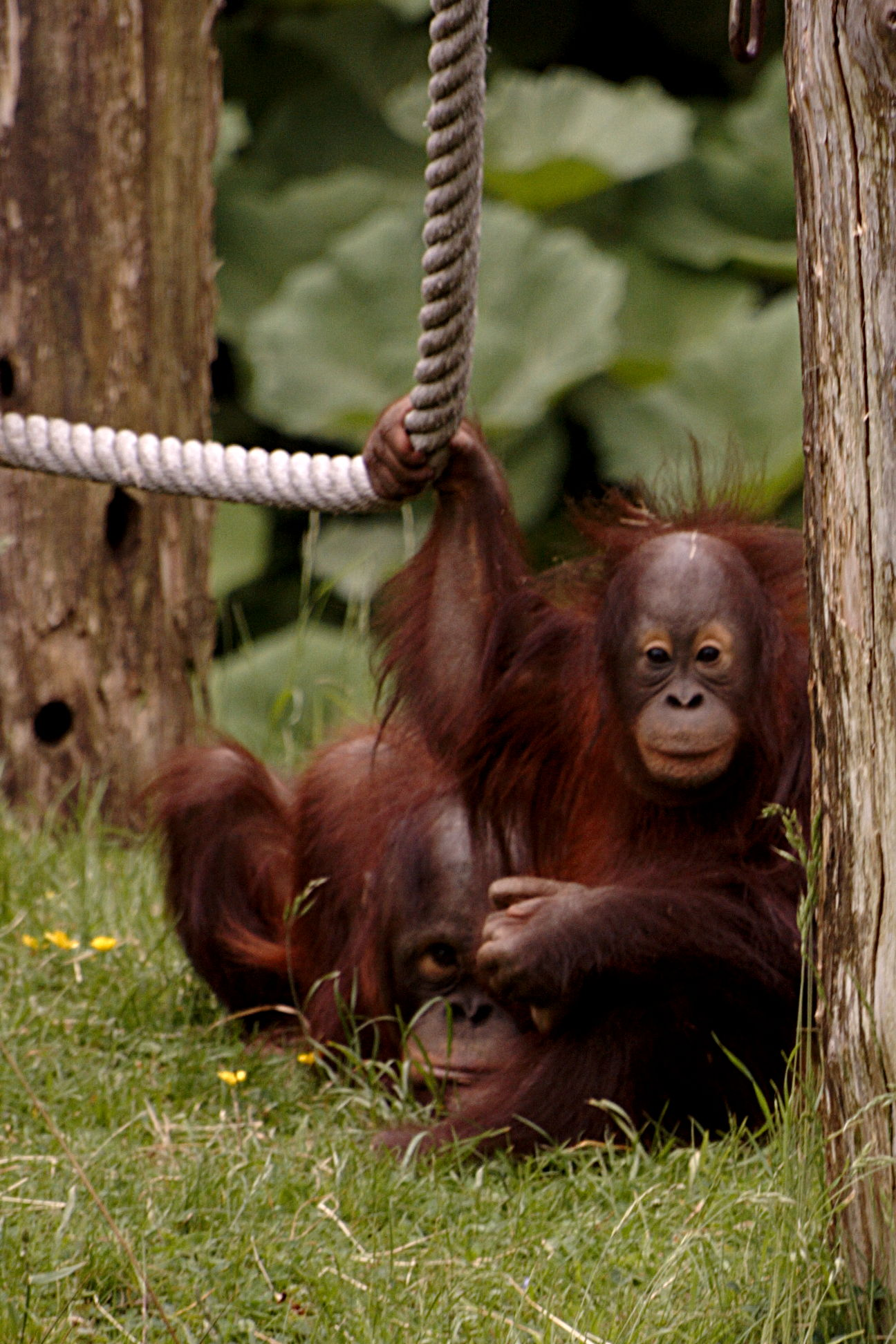
Due Oranghi

Il parco è progettato per garantire ad alcune specie di scimmie di muoversi liberamente e ad altre (come ad esempio i gorilla) di avere ampio spazio per vivere e di essere osservati durante alcuni momenti della giornata dai visitatori, richiamati dai pasti che gli sono offerti dagli addetti del parco. Il pasto dei gorilla si segue da un anfiteatro costruito davanti alla collina dove vivono, separati dai visitatori da un corso d'acqua.
Il parco è aperto dalla primavera all'autunno e gli anni di esperienza e di ricerca nel parco hanno consentito di raccogliere importanti informazioni che sono condivise con altri zoo e associazioni ambientaliste.
Da allora Primatologi e studiosi si recano ad Apenheul per vedere da vicino diverse specie di scimmie.

## Storia
Il parco è nato da un'idea di Wim Mager che negli anni sessanta acquistò due scimmie pigmee in un negozio di animali. Ciò che cominciò come un hobby corse velocemente fuori controllo e il 12 luglio 1971 è stato lanciato il parco, con giovani scimmie libere di muoversi. Il sostegno della folla e gli apprezzamenti hanno dato al parco la possibilità di espandersi e nel 1976 il parco ospita per la prima volta i Gorilla. Nascono i primi piccoli, esclusivamente allevati dalle loro madri.
Apenheul è una fondazione che conta 60 dipendenti in servizio permanente unicamente finanziata dalle entrate dai visitatori.

## Evoluzione del parco
- 12 luglio 1971 Wim Mager apre il parco
- 1976 - Vengono introdotti i gorilla della foresta
- 1979 - Nascono i primi baby gorilla
- 1981 - Bruciò una struttura del parco uccidendo molte scimmie. La costruzione successivamente è stata sostituita
- 1986 - Apenheul è una fondazione
- 1992 - Per la prima volta nella storia di uno zoo Olandese degli animali nati in cattività sono stati rimessi in libertà
- 1995 - Più di 100 scimmie libere
- 1996 - Arrivano i Bonobo
- 1999 - Arrivano gli Orango Tango
- 2010 - Apertura del centro educativo
- 2011 - Anniversario dei 40 anni

## Specie di scimmie
Inizialmente nel parco erano presenti poche specie, ora ci sono più di 30 differenti primati, tra cui bonobo, gorilla e orangutan.